# Marie-Françoise Audollent
Marie-Françoise Audollent (ur. 22 maja 1943, zm. 30 marca 2008) – francuska aktorka. Była najbardziej znana z roli w filmie "Kod da Vinci" ("The Da Vinci Code"). Jej inne ważne role to "Éloge de l'amour" i "Le Comte de Monte Cristo".